# لوئیزا بیسبی
لوئیزا بیسبی (انگلیسی: Louisa Bisby؛ زادهٔ ۱ ژوئن ۱۹۷۹) بازیکن فوتبال اهل استرالیا است.
وی همچنین در تیم ملی فوتبال زنان استرالیا بازی کرده‌است.